# Владимировка (Субботцевская сельская община)
Влади́мировка (укр. Володимирівка) — село в Субботцевской сельской общине Кропивницкого района Кировоградской области Украины.
До 2020 года входило в Знаменский район
Население по переписи 2001 года составляло 1384 человека. Почтовый индекс — 27452. Телефонный код — 5233. Занимает площадь 18,259 км². Код КОАТУУ — 3522280801.